# Ghiacciaio Rubble
Il ghiacciaio Rubble è un ghiacciaio lungo circa 2 km, situato sulla costa orientale dell'isola Alessandro I, al largo della costa della Terra di Palmer, in Antartide. Il ghiacciaio si trova nella parte centro-orientale delle cime Pianeta, subito a est del ghiacciaio Trio, dove fluisce verso sud scorrendo lungo il versante occidentale dei picco Giza per poi unire il proprio flusso a quello del ghiacciaio Urano.

## Storia
Il ghiacciaio Rubble fu probabilmente avvistato per la prima volta da Lincoln Ellsworth, il quale, il 23 novembre 1935, effettuò una ricognizione aerea del segmento di costa in cui si trova il ghiacciaio, fotografandolo. In alcuni report degli anni 1960 ci si riferisce ad esso come "ghiacciaio Man-Pack" ma in seguito è stato così battezzato dal Comitato britannico per i toponimi antartici in virtù della sua forma: in inglese, infatti, "Rubble" significa "Breccia".